# 乃村健次
乃村健次（日语：／ Nomura Kenji，1970年7月23日—）是日本男性聲優，青二Production所屬。
岡山縣出身。身高184cm，體重85kg。血型O型。

## 演出作品
※粗體字為主要角色

### 電視動畫
1997年
- 金田一少年之事件簿（若王子幹彥）
- 烙印勇士（黑羊騎士團副長、親衛隊長）
- 夢之蠟筆王國（變色龍總理）

1998年
- 反斗小王子（咖哩屋的店主）
- 婆娑羅（村人、赤軍・兵士、使者）
- 甜蜜小天使（剛太、贊助商）
- 危險調查員（神父）

1999年
- 此時此刻的我（教官、兵士、村人）
- ∀GUNDAM（親衛隊隊員A）
- 小魔女DoReMi（羽月的爸爸）

2000年
- 金田一少年之事件簿（舟木敏朗）
- 蒙面貓俠（大龜大王）
- 奇異的破曉（村人）

2001年
- X（小學老師）
- 刃牙（範馬勇次郎）
- 數碼寶貝03馴獸師之王（巴貝魯）
- 破邪巨星G 彈劾凰（首領）
- ONE PIECE（克羅馬利蒙、羅布森）

2002年
- 十二國記（浩瀚）
- 龍騎士（大男）
- 飆悍射將（釜田豪三）

2003年
- 妮嘉尋親記（羅素、普拉提尼編輯長）
- 奇諾之旅（隊長）
- ONE PIECE（布拉哈姆）
- 魔法少年賈修（加布里奧、遠藤喜一郎／硬漢、法斯特）
- 人生交叉點（橫山）
- 鼻毛真拳（テスイカツ）

2004年
- 空戰88區（漢斯）
- 現視研（久我山光紀）
- 抓鬼天狗幫（士雲）
- 爆裂天使（研究員A）
- 混沌武士（村民、野武士）
- 冒險王比特（澤尼亞）
- 烏龍派出所（團吉〈鬍子大猩猩〉）

2005年
- 光速蒙面俠21（大田原誠、葉柱斗影、小結的父親）
- 次元艦隊（角松洋吉）
- 蜂蜜幸運草（藤原類二）
- 雙戀2
- 銀牙傳說WEED（希羅）

2006年
- 銀色的奧林西斯（達拉斯）
- 妖怪人間貝姆（立山紀浩）
- 飛天小女警Z（木乃伊男）
- 完美小姐進化論（黑衣男）

2007年
- BLEACH（牙密‧里亞爾戈）
- 鬼太郎第5期（木村六郎）
- 獸神演武（馬伍兄弟）
- 神曲奏界（皇帝）
- DARKER THAN BLACK -黑之契約者-（男）
- 魔人偵探腦嚙涅羅（幕田進）
- 悲慘世界 少女珂賽特（黃衣外套男子）

2008年
- Yes! 光之美少女5 GoGo！（也圖漢）
- 我的狐仙女友（熊田流星）
- 神槍少女（薩雷斯少佐）
- 最高機密（助手）
- 鬼影投手（井本）
- 俗·絕望先生（培里提督）
- 狂亂家族日記（聖誕老人）

2009年
- 犬夜叉 完結篇（牛鬼）
- 四葉遊戲（赤石修）
- 戰場女武神（拉魯高・卜迪魯）
- 蒼天航路（男）
- 信蜂（團長）
- 魔法禁書目錄（上條刀夜）
- 初戀限定。（財津操）
- Battle Spirits 少年激霸彈（卡贊）
- 天堂餐館（羅倫措）
- 空中鞦韆（矢崎）

2010年
- SD鋼彈三國傳BraveBattleWarriors（曹操GUNDAM）
- 野狼大神（豚田太）
- 信蜂 REVERSE（團長）
- 魔法禁書目錄II（上條刀夜）
- Battle Spirits Brave（卡贊）
- 每日媽媽（大叔）

2011年
- 卡片戰鬥先導者（金齒的銀銅）
- 機動戰士GUNDAM AGE（伊瓦克·布利亞）
- 蠟筆小新（雙葉城城主）
- GOSICK（騎士）
- C（酒卷勉）
- 哆啦A夢（工頭、蔬果店老闆、黑衣男子、海賊王、隊長 其他）
- 火影忍者疾風傳（船長）
- 忍者亂太郎（南田完太）
- 星光少女 極光之夢（天宮龍太郎）
- 遊戲王ZEXAL（矢最豐作）

2012年
- 宇宙兄弟（吾妻瀧生）
- 灼眼的夏娜III（FINAL）（「星河呼喚者」伊斯特艾基）
- 忍者亂太郎（大名、忍者、常光寺與衛門〈3代目〉、武藝者）
- 軍火女王（威利）
- 軍火女王 PERFECT ORDER（威利、部下）
- 最強學生會長 異常（高千穗仕種）
- JoJo的奇妙冒險（桑塔納）
- 女子落語（宇佐大人）

2013年
- RDG 瀕危物種少女（野野村慎吾）
- 名偵探柯南（海老澤金吾）
- 蒼翼默示錄 ALTER MEMORY（鋼鐵·帝卡）
- 蟲奉行（尾上影忠、老中）

2014年
- ONE PIECE（鮑比）
- 名偵探柯南（加賀充招）
- 幕末Rock（登勢）
- 東京喰種（嘉納教授）
- 斬！赤紅之瞳（朱天）

2015年
- ONE PIECE（猩猩）
- 新妹魔王的契約者（瓦爾加）
- 純潔的瑪利亞（愛人）
- 在地下城尋求邂逅是否搞錯了什麼（格瑞斯·蘭德羅克）
- 食戟之靈（豪田林清志）
- 亞爾斯蘭戰記（加爾夏斯夫）
- 魯邦三世 2015年系列（雷歐）
- 傳頌之物 虛偽的假面（武賴）

2016年
- 蠟筆小新（老大）
- Divine Gate（帕拉米迪斯）
- Dimension W －第四次元－（艾巴利·沃恩）
- 灰與幻想的格林姆迦爾（哥布林B、巨大哥布林）
- 機動戰士GUNDAM UC RE:0096（亞雷克）
- Re:從零開始的異世界生活（里卡多·威爾金）
- ONE PIECE（JACK）
- D.Gray-man HALLOW（剛志）
- TABOO TATTOO－禁忌咒紋－（謎之聲）
- Active Raid－機動強襲室第八課－ 2nd（健藏）
- 時間飛船24（霸王龍）
- 虎面人W（美國播報）
- 亞人 第二期（真鍋）
- 名侦探柯南（奥田晃宏）

2017年
- 在地下城尋求邂逅是否搞錯了什麼 外傳 劍姬神聖譚（格瑞斯·蘭德羅克）
- 七龍珠超（托波）
- Fate/Apocrypha（獅子劫界離[3]）
- 妖怪公寓的優雅日常（山先生）
- 咕嚕咕嚕魔法陣（撒塔納奇亞）
- 名侦探柯南（大薮公房）
- 食戟之靈 餐之皿（豪田林清志）
- 奇諾之旅 -the Beautiful World- the Animated Series（年長男子）

2018年
- 東京喰種:re（嘉納明博）
- 錢進球場（迫田）
- 刀劍神域外傳Gun Gale Online（玩家）
- 蠟筆小新（微波爐怪人）
- 黃金神威（牛山辰馬）
- 龍族拼圖（廣播）
- 後街女孩（隆的父親）
- 工作細胞（作用T細胞）
- 百鍊霸王與聖約女武神（尤格維）
- Planet With（龍造寺隆[4]、龍）
- 暮光幻影（格雷戈里刑警）
- Angolmois 元寇合戰記（白石和久[5]）
- 天狼 Sirius the Jaeger（金城警部）
- 關於我轉生變成史萊姆這檔事（蓋魯德、半獸人君主）
- 黃金神威 第2期（牛山辰馬）
- 梅露可物語 -無精打采的少年與瓶中少女-（店主、酒鋪老闆）

2019年
- 飛翔吧！戰機少女（八代通遙）
- 魔法少女特殊戰明日香（飯塚義明）
- POP TEAM EPIC（鬼）
- Fairy gone（ユアン・スティール）
- 八月的棒球甜心（棒球專門店店長）
- 閃躍吧！星夢☆頻道（麻里亞的父親）
- 星光王子 KING OF PRISM -Shiny Seven Stars-（ケン・リヴィングストン児玉）
- 一拳超人（豪傑）
- 滿月之戰GRANBELM（滿月的父親）
- BEM（伍茲）
- 艾梅洛閣下II世事件簿 -魔眼蒐集列車 Grace note-（獅子劫界離）
- 海盜戰記（賈巴薩軍隊長）
- 龍族拼圖（德斯拜涅）
- 炎炎消防隊（弗雷魯[6]）
- 警視廳 特務部 特殊凶惡犯對策室 第七課 -特7-（遠藤六輔）
- Dr.STONE 新石紀（ゴーザン）
- 歌舞伎町夏洛克（近江山）
- 巴比倫（テイラー・グリフィン）

2020年
- 鬼太郎（第6作）（埴輪武者）
- 動物新世代 BNA（石崎浩一）
- 籃球少年王（酒卷呼人）
- 大欺詐師（路易斯·繆拉）
- 在地下城尋求邂逅是否搞錯了什麼III（格瑞斯·蘭德羅克）
- 黃金神威 第3期（牛山辰馬）

2021年
- Hortensia SAGA 蒼之騎士團（魯基斯·F·科美利亞、人狼）
- Re：從零開始的異世界生活 2nd season（里卡多·威爾金）
- 比方說，這是個出身魔王關附近的少年在新手村生活的故事（斯雷歐寧）
- 名偵探柯南（大村直行）
- 數碼寶貝大冒險：（戈格馬獸）
- 慕留人-火影忍者新世代-（枯渴）
- 蠟筆小新（耀男）
- 給不滅的你（將的父親）
- 關於我轉生變成史萊姆這檔事 轉生史萊姆日記（蓋德王）
- 暗黑企業的迷宮（秘書）
- 女武神的餐桌II（吼姆王、旁白）
- 急戰5秒殊死鬥（園長）
- 世界盡頭的聖騎士（雷斯托夫）
- 數碼寶貝幽靈遊戲（鐮鼬獸尾巴）
- 艾梅洛閣下II世事件簿 -魔眼蒐集列車 Grace note- 特別篇（獅子劫界離）

2022年
- 泡泡糖忍戰（旁白、布魯斯）
- 史上最強大魔王轉生為村民A（邪神）
- 異世界藥局（布魯諾·梅德西斯[7]）
- 名偵探柯南（大井宏樹）
- OVERLORD IV（奧拉薩德克·海力利亞爾）
- 異世界歸來的舅舅（店主）
- 黃金神威 第4期（牛山辰馬）
- 忍之一時（太宰藏人）
- 決鬥大師 WIN（深淵の懐炉 マーダン＝ロウ）
- 蠟筆小新（利本加太郎、妮妮的爸爸）

2023年
- 小智是女孩啦！（相澤五郎）
- 阿魯斯的巨獸（グウン[8]）
- 英雄傳說 閃之軌跡 北方戰役（杜倫·丹）
- 不相信人類的冒險者們好像要去拯救世界（亞爾加斯）
- TRIGUN STAMPEDE（柯弗謝夫[9]）
- 名偵探柯南（安德烈·卡邁爾）
- 地獄樂（旁白）
- 我內心的糟糕念頭（前田老師）
- MIX 第二季 ～第二個夏天，邁向晴空～（高安）
- 肌肉魔法使-MASHLE-（歐洛爾·安德魯[10]）
- 決鬥大師 WIN 決鬥學園篇（深淵的懷爐 馬丹·羅烏）
- 打工吧！！魔王大人（利比科古）
- EDENS ZERO 伊甸星原 第2期（古德溫）
- 咒術迴戰 懷玉·玉折 / 澀谷事變（父親）
- 鴨乃橋論的禁忌推理（時刻表學教官）
- 某大叔的VRMMO活動記（布拉克斯[11]）
- 不死不運（波伊德[12]）
- 世界盡頭的聖騎士 鐵鏽之山的君王（雷斯托夫[13]）

2024年
- 逃走中 GREAT MISSION（法老王）
- 我內心的糟糕念頭 第2期（前田老師）
- 王者天下5（雷土[14]）
- 為了在異世界也能撫摸毛茸茸而努力。（索爾[15]）
- 戰國妖狐（神雲[16]）
- 佐佐木與文鳥小嗶（迪特里希）
- SHIBUYA♡HACHI（モヤイ[17]）
- Unnamed Memory 無名記憶（艾塔德）
- 從Lv2開始開外掛的前勇者候補過著悠哉異世界生活（塞庫洛普斯）
- 戰國妖狐 千魔混沌篇（神雲）
- 地下城中的人（帖魯魯）
- 異世界失格（老大）
- 青之驅魔師 雪之盡頭篇（奧賽歐拉·雷德亞姆）
- Re:從零開始的異世界生活 3rd season（里卡德·威爾金）
- 青之壬生浪（平山五郎[18]）
- 妖怪學校的菜鳥老師！（AD）
- 七大罪 啟示錄四騎士 第2期（馬格塔夫[19]）

2025年
- 雖然我是注定沒落的貴族 閒來無事只好來深究魔法（查爾斯）
- SAKAMOTO DAYS 坂本日常（老大）
- Unnamed Memory 無名記憶 Act.2（艾塔德）
- 青之驅魔師 終夜篇（奧賽奧拉·雷特亞姆[20]）
- 魔域英雄傳說（達利斯迪[21]）
- 遲早是最強的鍊金術師？（多甘波）
- 炎炎消防隊 參之章（弗雷魯[22]）
- 青之壬生浪 芹澤暗殺篇（平山五郎[23]）

### 網絡動畫
2019年
- 超級七龍珠群雄（托波）

2022年
- 風都偵探（二階堂守／反應爐摻雜體）

### OVA
2018年
- 幽遊白書「TWO SHOTS」（八手）

2019年
- DOUBLE DECKER！道格＆基里爾（吉利爾莫）

### 劇場版動畫
2025年
- 劇場版 鏈鋸人 蕾潔篇（謎之男[24]）

### 遊戲
2007年
- BLEACH系列（牙密‧里亞爾戈）

2008年
- 蒼翼默示錄系列（鋼鐵帝卡）

2015年
- 傳頌之物 虛偽的假面（武賴）

2016年
- 傳頌之物 兩人的白皇（武賴）
- 英雄聯盟（賽恩、威寇茲）[25]

2017年
- 超級七龍珠群雄（托波）

2018年
- 魔法禁书目录（手游）（上条刀夜）
- 蒼翼默示錄：交叉組隊戰（鋼鐵帝卡）

2019年
- 魔法禁书目录 幻想收束（上条刀夜）

2020年
- 七龍珠 激战传说（托波）
- Crash Fever（近藤勇）

2021年
- 七龍珠 異戰2（托波）
- 戰國無雙5（今川義元、旁白）

2022年
- Fate/Grand Order（源為朝）

2025年
- 真·三國無雙 起源（董卓）

## 外部連結
- 青二Production公式官網的聲優簡介 （页面存档备份，存于）
- 乃村健次的X（前Twitter） （日語）